# Laguna Park
Laguna Park – jednostka osadnicza w Stanach Zjednoczonych, w stanie Teksas, w hrabstwie Bosque.